# Get Heavy
Get Heavy släpptes 1 november 2002 och är den finländska hårdrocksgruppen Lordis första studioalbum. Skivan sålde platina i Finland.

## Låtförteckning
1. Scarctic Circle Gathering - 01:02
2. Get Heavy - 03:00
3. Devil Is a Loser - 03:29
4. Rock the Hell Outta You - 03:07
5. Would You Love a Monsterman? - 03:04
6. Icon of Dominance - 04:35
7. Not the Nicest Guy - 03:12
8. Hellbender Turbulence - 02:46
9. Biomechanic Man - 03:22
10. Last Kiss Goodbye - 03:22
11. Dynamite Tonite - 03:14
12. Monster Monster - 03:23
13. 13 - 01:08

Albumets singlar
1. Would You Love a Monsterman?
2. Devil is a Loser